# Sur la piste de Mowgli
Sur la piste de Mowgli est le 4e album de la série de bande dessinée La Patrouille des Castors dessinée par MiTacq sur un scénario de Jean-Michel Charlier. Il est prépublié dans le journal Spirou entre novembre 1956 et avril 1957, puis publié sous forme d'album en 1959.

## Univers

### Synopsis
Pour les remercier d'avoir sauvé son fils, Jimmy, dans l'album précédent, Mr Brewster offre à la Patrouille des Castors un voyage en Inde.  Le Major O'Donnell doit leur faire visiter le pays et payer les frais mais à leur arrivée à Calcutta, ils apprennent la mort du major. Après une nuit sur les rives du Gange, Poulain sauve la vie d'un Maharadjah, qui, pour remercier les scouts, les invite dans son palais de Langsur, capitale de la principauté de Radjpour, région qui inspira Rudyard Kipling pour Le Livre de la jungle.  Durant le voyage, Tapir surprend une conversation entre Sandjuri, le cousin du Maharadjah, et Akhbar, son homme de main : ils complotent contre le Maharadhjah et contre les scouts, devenus gênants.

### Personnages
Les scouts :
- Poulain, chef de patrouille
- Chat
- Faucon
- Tapir
- Mouche

Les autres personnages :
- Le Maharadjah : Prince régnant sur le Radjpour. Son nom n'est jamais cité.
- Mowgli : surnom donné à un enfant-loup, en référence au personnage de Kipling
- Sandjuri : cousin et seul héritier du Maharadjah
- Akhbar : homme de main de Sandjuri

## Publication

### Revues
Publié dans Spirou du 15 novembre 1956 (n° 970) au 18 avril 1957 (n° 992).

### Album
Publié en album en janvier 1959, aux éditions Dupuis. Il a ensuite été réédité en décembre 1966 (avec un numéro 4, sur la couverture), en juillet 1983, en juillet 1985 (en album cartonné). Il a ensuite été réédité dans le 2e tome de la série Tout MiTacq, Les Castors - Sur des pistes incertaines, publié en avril 1990 et dans le 1er tome de L'intégrale de la Patrouille des Castors, en mars 2011.

### Couverture de l'album
La couverture de l'album représente Mowgli s'enfuyant, poursuivi par Chat, dans une forêt en flammes.